# (197) Arete
(197) Arete ist ein Asteroid des mittleren Hauptgürtels, der am 21. Mai 1879 vom österreichischen Astronomen Johann Palisa an der Marine-Sternwarte Pola in Istrien entdeckt wurde.
Der Asteroid wurde benannt nach Arete, der Frau von Alkinoos, des Königs der Phaiaken, und Mutter von Nausikaa. Arete ist auch der Name der Göttin der Tugend. Die Benennung erfolgte durch die Berliner Astronomen anlässlich der Versammlung der Astronomischen Gesellschaft im September 1879.

## Wissenschaftliche Auswertung
Aus Ergebnissen der IRAS Minor Planet Survey (IMPS) wurden 1992 erstmals Angaben zu Durchmesser und Albedo für zahlreiche Asteroiden abgeleitet, darunter auch (197) Arete, für die damals Werte von 29,2 km bzw. 0,44 erhalten wurden. Eine Auswertung von Beobachtungen durch das Projekt NEOWISE im nahen Infrarot führte 2011 zu vorläufigen Werten für den Durchmesser und die Albedo im sichtbaren Bereich von 39,9 km bzw. 0,24. Nach neuen Messungen wurden die Werte 2014 auf 31,7 km bzw. 0,37 geändert.
Am 21. und 22. September 1984 erfolgte erstmals eine photometrische Beobachtung von (197) Arete am La-Silla-Observatorium in Chile. Aus der gemessenen Lichtkurve konnte eine Rotationsperiode von 6,54 h bestimmt werden. Vom 30. November bis 13. Dezember 2021 erfolgte durch eine Zusammenarbeit innerhalb der Italian Amateur Astronomers Union (UAI) an drei verschiedenen Observatorien in Italien eine neue Bestimmung der Rotationsperiode zu 6,608 h.
Aus archivierten Daten des Asteroid Terrestrial-impact Last Alert System (ATLAS) aus dem Zeitraum 2015 bis 2018 konnte in einer Untersuchung von 2022 mit der Methode der konvexen Inversion eine Rotationsperiode von 6,6067 h berechnet werden. Von der UAI gab es eine weitere Beobachtung von (197) Arete vom 10. Februar bis 20. März 2023 wieder an drei Observatorien. Diesmal wurde eine Periode von 6,640 h abgeleitet.

## (197) Arete und (4) Vesta
(197) Arete bewegt sich auf einer Umlaufbahn, die in einer 5:4-Resonanz mit derjenigen von (4) Vesta steht: Fünf Umläufe von (4) Vesta dauern ungefähr genauso lange wie vier Umläufe von (197) Arete. Darüber hinaus kommen sich die beiden Umlaufbahnen an einem Punkt sehr nahe. Der Mindestabstand der beiden Umlaufbahnen (MOID, Minimum orbit intersection distance), der um das Jahr 1000 noch bei etwa 0,075 AE (ca. 11 Mio. km) lag, verringerte sich bis zum Anfang des 19. Jahrhunderts kontinuierlich auf sehr geringe Werte. Zwischen 1824 und 1870 bewegte sich der Bahnabstand mit geringen Schwankungen um Null und vergrößert sich seither wieder, bis er im 28. Jahrhundert erneut einen Maximalwert um 0,075 AE erreichen wird.
Dadurch kommt es etwa alle 18,1 Jahre auch immer wieder zu physischen Annäherungen der beiden Asteroiden. Zwischen 1740 und 2066 finden 19 Annäherungen bis auf weniger als 10 Mio. km statt, darunter waren sogar zwei unter 1 Mio. km Abstand, nämlich am 15. Dezember 1830 bis auf etwa 820.000 km und am 5. Februar 1849 bis auf etwa 750.000 km, also in der Größenordnung des doppelten Abstands Erde–Mond, bei Relativgeschwindigkeiten um 2,3 km/s.
Erstmals wurde daraufhin im Jahr 1966 durch Hans G. Hertz am Goddard Space Flight Center versucht, aus den gravitativen Bahnstörungen, die die schwerere (4) Vesta auf die kleinere (197) Arete bei fünf engen Begegnungen, die bis dahin seit der Entdeckung von (197) Arete stattgefunden hatten, die Masse von (4) Vesta zu bestimmen. Er konnte damals dafür einen Wert von 2,32·1020 kg mit einer Unsicherheit von etwa 10 % ableiten, den er zwei Jahre später unter Berücksichtigung weiterer Beobachtungsdaten auf 2,39·1020 kg verbessern konnte. Ähnliche Berechnungen wurden in der Folge immer wieder durchgeführt, auch in zunehmendem Maße unter Einbeziehung der Bahnstörungen auf weitere kleine Asteroiden.